# Tondi (przystanek kolejowy)
Tondi (est.: Tondi raudteepeatus) – przystanek kolejowy w Tallinnie, w prowincji Harjumaa, w Estonii, w dzielnicy Tondi. Znajduje się na szerokotorowej linii Tallinn – Keila 3,7 km od dworca kolejowego w Tallinnie. Obsługiwany jest przez pociągi elektryczne Eesti Liinirongid.